# Добринка (Липецька область)
Добринка (рос. Добринка) — селище (з 1967 до 2005 — селище міського типу) у Добринському районі Липецької області Російської Федерації.
Населення становить 9572 особи. Належить до муніципального утворення Добринська сільрада.

## Історія
З 13 червня 1934 до 1954 року у складі Воронезької області. Відтак входить до складу Липецької області.
Згідно із законом від 23 вересня 2004 року № 126-ОЗ органом місцевого самоврядування є Добринська сільрада.

## Населення
| 1959    | 1970  | 1979  | 1989  | 2002    | 2006    | 2007  |
| ------- | ----- | ----- | ----- | ------- | ------- | ----- |
| 2973    | ↗8009 | ↗9381 | ↗9673 | ↗10 153 | ↘10 000 | ↘9970 |
| 2009    | 2010  |       |       |         |         |       |
| ↗23 596 | ↘9572 |       |       |         |         |       |